# Echinococcus equinus
Echinococcus equinus ist ein parasitischer Bandwurm aus der Gattung Echinococcus, er wurde früher als Genotyp (G4) von Echinococcus granulosus beschrieben. Sein Vorkommen erstreckt sich von Europa über den Mittleren Osten bis nach Afrika.
Er befällt Pferde nur als Zwischenwirt, die Erkrankung ist die Echinokokkose der Pferde. Seine Endwirte sind Füchse oder Hunde, die sich durch Verfütterung von befallenem Pferdefleisch anstecken. Experimentell lässt er sich auch auf Katzen übertragen, jedoch kommt es hier selten zur Ausbildung von fertilen Hydatiden. Einzelfälle sind durch Importe von Pferden weltweit beschrieben worden. Er ist vermutlich für den Menschen nicht pathogen. Der Artstatus ist noch nicht endgültig geklärt.